# توتورو (کائوکا)
توتورو (انگلیسی: Totoró, Cauca) نام شهری در کشور کلمبیا است.